# Xã Guittard, Quận Marshall, Kansas
Xã Guittard (tiếng Anh: Guittard Township) là một xã thuộc quận Marshall, tiểu bang Kansas, Hoa Kỳ. Năm 2010, dân số của xã này là 373 người.